# 欧姆 (埃罗省)
欧姆（法語：Aumes，法語發音：[om]）是法国埃罗省的一个市镇，属于贝济耶区。

## 地理
欧姆（43°27'58"N, 3°27'47"E）面积7.39 平方千米，位于法国奧克西塔尼大區埃罗省，该省份为法国南部沿海省份，南濒地中海，西南接奥德省，西北接塔恩省和阿韦龙省，东北与加尔省接壤。
与欧姆接壤的市镇（或旧市镇、城区）包括：卡斯泰尔诺德盖尔、蒙塔尼亚克、佩兹纳斯。

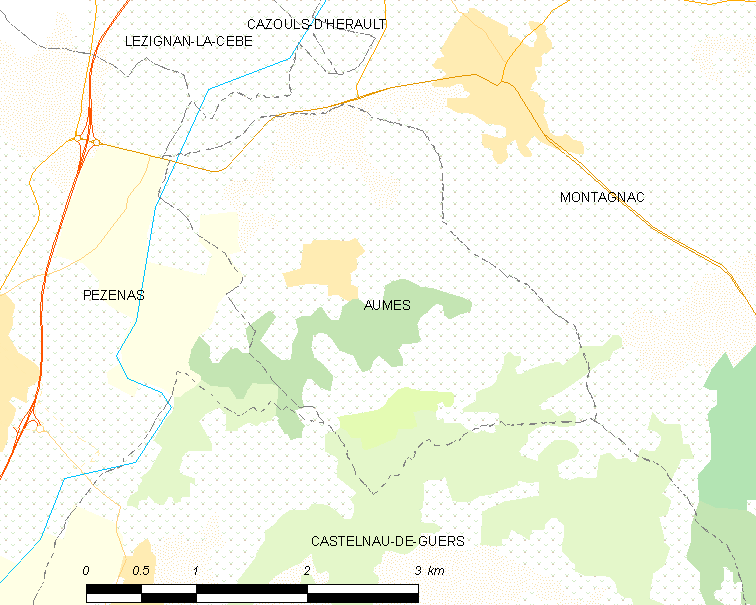
的OSM定位图

欧姆的时区为UTC+01:00、UTC+02:00（夏令时）。

## 行政
欧姆的邮政编码为34530，INSEE市镇编码为34017。

## 政治
欧姆所属的省级选区为梅兹县。

## 人口

1962-2008年间人口变化图示

欧姆于2022年1月1日时的人口数量为502人。